# 거제도

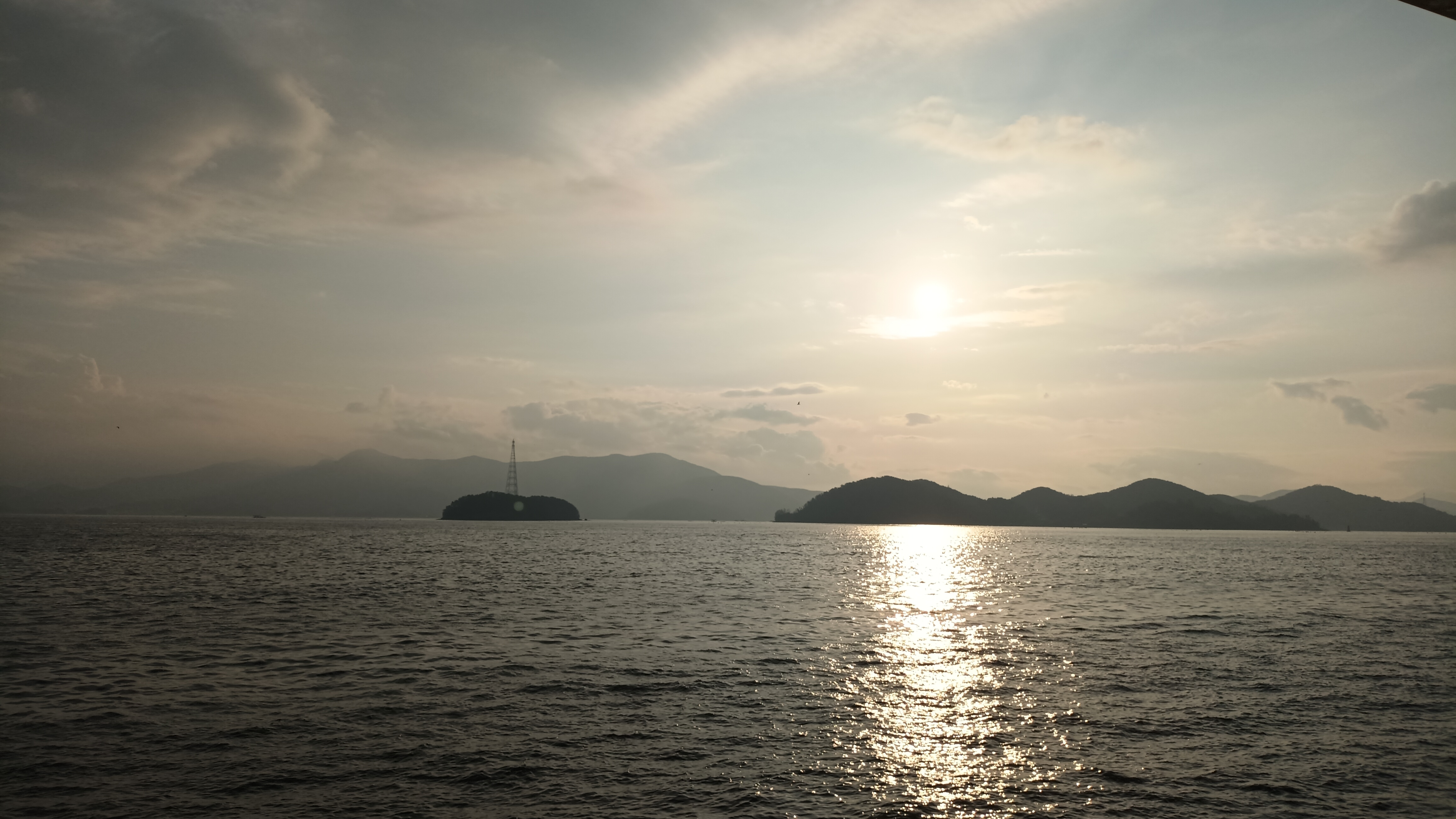
통영항여객선터미널 앞바다에서 바라본 거제시 둔덕면 방화도(좌, 송전탑이 있는 섬)와 화도(우)

거제도(巨濟島) 또는 두룽이섬(순우리말)은 경상남도 거제시의 본섬으로, 제주도에 이어 대한민국에서 2번째로 큰 섬이다. 면적은 382.2 km2(거제시 전체의 면적은 403.86km2)이다.
북동쪽으로 부산 가덕도와 거가대교로 연결되어 있으며, 서쪽으로는 통영시와 거제대교, 신거제대교로 연결되어 있다. 북쪽 해안은 진해만(鎭海灣)과 접한다. 높은 산이 많으며 경사가 급한 편이다. 조선업과 어업이 발달하였다.

## 지리
거제도는 한반도 남해안의 동부에 위치한 섬이다. 섬의 남쪽으로는 한산도 등 수많은 섬들이 있으며, 이 섬들과 함께 거제도의 일부도 한려해상국립공원으로 지정되어 있다. 이곳들은 임진왜란 당시 《한산대첩》, 《칠천량해전》 등의 격전장이었다.
섬의 최고봉은 최남단에 있는 가라산(585m)이며, 그 밖에 계룡산(566m), 대금산(437.5m)과 국사봉(464m) 등의 산이 있다. 해안선 길이는 443.8km로 리아스식 해안의 특징인 복잡한 해안선을 갖고있다.
1971년 4월 8일 길이 740m의 거제대교가 개통하여 육지와 다리로 연결되었고, 1999년 4월 22일 길이 940m의 신거제대교가 개통되었다. 동쪽으로는 진해만 입구에서 약 9 km 거리에 가덕도가 있으며, 2010년 12월 13일 거제도와 가덕도 사이에 거가대교가 연결되어 부산으로 직통 육로가 열렸다. 거제도의 주요 섬 중 칠천도는 2000년 1월 1일 칠천연륙교로 연결되었고, 가조도는 2009년 7월 13일 가조연륙교로 연결되었으며, 산달도는 2018년 9월 20일 산달연륙교로 연결되었다.

### 지질
거제도의 지질은 경상 누층군의 퇴적암, 화산암 지층인 성포리층, 장목리층, 안산암 및 이들을 관입한 불국사 화강암류로 구성된다. 거제 신선대는 성포리층으로 구성된 바위이다.

## 역사
삼한시대는 변한의 12개 나라 중 독로국(瀆盧國)에 해당하였고, 757년(신라 경덕왕 16년)부터 거제(巨濟)라는 현재의 명칭이 사용되었다.
고려 때 기성현으로 불리다가, 조선 시대에는 거제현이라고 불렸다. 지리적으로 일본에 가까워 이 시기에는 왜구의 침입에 자주 시달렸다. 임진왜란이 벌어지자 1592년 옥포해전, 한산대첩, 1597년 칠천량해전 등 주요 해전이 벌어졌고, 이 때문에 인근의 통영에 삼도수군통제영이 설치되었다.
1914년 4월 1일 통영군으로 편입되었다가, 1953년 1월 1일 거제군으로 다시 분리되었다. 6.25 전쟁 중에는 유엔군에 의해 거제포로수용소가 운영되었다.
1974년과 1981년 조선소가 잇달아 들어서면서 생산활동 인구가 급속히 유입되어 이 지역 경제발전의 원동력이 되었다. 1989년 1월 1일 장승포읍이 시(市)로 승격하여 거제군과 분리되었다가, 1995년 1월 1일 장승포시와 거제군이 통합하여 도농복합시인 거제시가 되었다.

## 문화
복잡한 리아스식 해안의 형태를 가지고 있고, 경치 좋은 해변과 해수욕장이 많다. 구조라 해수욕장, 와현 해수욕장, 명사 해수욕장 등과 학동몽돌 해변 등이 있어 여름에는 인근 서부경남 지역의 피서지이기도 하다. 주변 해안의 해금강과 외도 자연농원도 유명한 볼거리이다.

### 관광
- 거제 해금강
- 거제 신선대와 성포리층
- 외도 자연농원
- 구조라해수욕장
- 와현해수욕장
- 학동몽돌 해변

## 교통

### 도로
국도 제14호선과 지방도 제1018호선이 주간선도로 역할을 하고 있으며, 섬의 서쪽으로는 신거제대교와 거제대교를 통해 육지와 연결되어 있다. 섬의 북동쪽으로는 2010년 12월 13일 거가대교가 개통되어 부산광역시도 제17호선을 통해 부산광역시와 연결되었다. 그 밖에도 여러 보조간선도로가 있다.

#### 버스
가장 많이 이용되는 교통수단이며, 서울에서 거제까지는 4시간30분 정도 소요된다. 2010년 12월 거제-부산 사이에 거가대교가 개통되면서 거제 고현터미널 - 부산 사상시외버스터미널 간 통행거리가 140km에서 60km로 크게 줄어, 통행시간이 3시간에서 1시간20분으로 단축되었다. 2014년 1월부터 거가대교를 경유하여 거제도와 부산을 잇는 직행좌석버스가 운행하고 있다. 이 버스는 연초면, 옥포 시내, 장목, 가덕도, 녹산공단, 도시철도 하단역 노선을 운행한다. 그 밖에 고현-진주 간은 1시간15분, 고현-대전 간은 2시간50분이 소요된다.
거제시의 시내버스는 배차간격이 긴 편이며 승객이 많지 않다. 시내버스에는 BIS(버스정보시스템)가 적용되어 각 버스정류장마다 시스템이 설치되어 있고, 노선별 버스 도착시간 안내서비스가 실시 중이다.

### 항공
거제도에서 가장 가까운 공항은 사천공항으로, 자동차로 1시간 거리에 있다. 2010년 12월 13일 거가대교가 개통하여 김해공항까지 소요시간이 1시간20분으로 대폭 단축되면서 거제도의 항공교통 접근성이 크게 향상되었다.

### 해양 교통
실전(거제)-속천(진해) 노선에 카페리가 운항 중이다. 2010년 12월 14일 거제도와 부산을 잇는 거가대교가 개통되기 전까지는 거제-부산, 거제-안골(진해) 간 페리 노선도 운항하였으나, 거가대교 개통 후에 운항이 중단되었다.

### 철도
철도는 없다. 마산역이나 부산역으로 가려면, 자동차로 1시간30분 정도 이동해야 한다.

## 같이 보기
- 한국의 섬
- 거제시
- 거제시의 지질
- 경상 누층군 성포리층
- 거제 해금강
- 거제 신선대
- 옥포 해전
- 칠천량 해전